# Virgilijus Alekna
Virgilijus Alekna (Terpeikiai, 13 februari 1972) is een Litouwse voormalige discuswerper. Hij nam deel aan vijf Olympische Spelen en veroverde bij die gelegenheden twee gouden medailles en een bronzen. Bovendien werd hij tweemaal wereld- en eenmaal Europees kampioen.

## Biografie

### Eerste successen
Alekna werd voor het eerst olympisch kampioen discuswerpen op de Olympische Spelen van Sydney in 2000 met 69,30 m. Vier jaar later herhaalde hij deze prestatie in Athene met 69,89.
In 2003 werd hij voor het eerst wereldkampioen discuswerpen met 69,69. Hij prolongeerde zijn wereldtitel in 2005 op de WK in Helsinki met een worp van 70,17. In het jaar 2006 kwam daar zijn eerste Europese titel bij.
Zijn persoonlijk record ligt op 73,88, slechts voorafgegaan door het wereldrecord van zijn zoon Mykolas (74,35m) en de prestatie van de Oost-Duitser Jurgen Schult (74,08).

### Nederlaag in Osaka
Tot voor de wereldkampioenschappen in Osaka was 2007 voor Alekna een uitstekend jaar. Hij won vele internationale wedstrijden, gooide de discus liefst veertien maal voorbij de 67,50 en passeerde daarbij zelfs viermaal de 70-metergrens. Met zijn beste worp van 71,56 stond hij tweede op de wereldranglijst, die werd aangevoerd door de Est Gerd Kanter met 72,02. Alekna stond echter bekend om zijn wedstrijdmentaliteit: in onderlinge wedstrijden (sinds 2000 tot vlak voor de WK) stond (volgens statisticus Mirko Jalava van Tilastopaja.net) het 44-1. Op 16 augustus 2006 was het trouwens niet Kanter die Alekna voor het laatst verslagen had. In Estland (Tallinn) was Frantz Kruger uit Zuid-Afrika zes centimeter beter (65,97 om 65,91 meter). Virgilijus Alekna was in Osaka dus de favoriet.
In de Japanse stad was Alekna echter niet opgewassen tegen Gerd Kanter, maar ook niet tegen Robert Harting en Rutger Smith. Dit drietal gooide de discus elk voorbij de 66 meter, met Kanter als winnaar (68,94), Harting als tweede (66,68) en Smith als derde (66,42). De Litouwer kwam niet verder dan 65,42, leek geen moment in de wedstrijd te zitten en leed een van de zwaarste nederlagen uit zijn atletiekloopbaan.

### Olympisch jaar kopie van 2007
In het olympische jaar 2008 leek het wel of de geschiedenis zich herhaalde. Weer stond Alekna op de één-na-hoogste plek op de wereldranglijst, ditmaal met 71,25, en weer stond Gerd Kanter bovenaan, met 71,88. Het had er alle schijn van dat de Litouwer zich op de Olympische Spelen in Peking zou revancheren voor zijn nederlaag van het jaar ervoor. Kanter, die flink aan zelfvertrouwen had gewonnen sinds zijn overwinning in Osaka, liet zich echter niet verrassen en bleek met 68,82 opnieuw de sterkste. Bovendien moest Alekna, die met zijn prestatie van 67,79 ditmaal wel veel dichterbij bleef, ook de Pool Piotr Małachowski nog voor zich dulden, die voor het eerst in een groot toernooi eremetaal veroverde met 67,82. De bronzen medaille was wel voor Alekna.

### Privé
Op 4 maart 2000 trouwde Virgilijus Alekna met voormalig verspringster Kristina Sablovskytė, de zus van zevenkampster Remijia Nazaroviene. Ze hebben samen twee zoons, genaamd Martynas en Mykolas. Sinds 1995 is hij lijfwacht van de Litouwse Eerste Minister.

## Nationale en internationale kampioenschappen
| Titel                           | jaar                                     |
| ------------------------------- | ---------------------------------------- |
| Olympisch kampioen discuswerpen | 2000, 2004                               |
| Wereldkampioen discuswerpen     | 2003, 2005                               |
| Europees kampioen discuswerpen  | 2006                                     |
| Litouws kampioen kogelstoten    | 1998, 2000, 2001, 2002, 2003, 2004, 2005 |

## Persoonlijke records

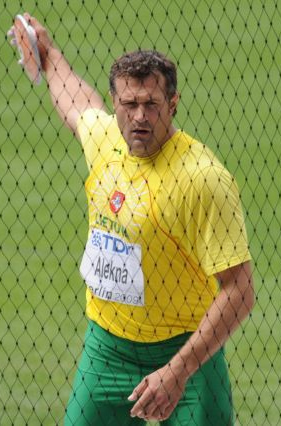
Virgilijus Alekna in actie tijdens het WK 2009 in Berlijn

Outdoor
| Onderdeel    | Prestatie | Datum           | Plaats        |
| ------------ | --------- | --------------- | ------------- |
| discuswerpen | 73,88 m   | 3 augustus 2000 | Kaunas        |
| kogelstoten  | 19,99 m   | 7 februari 1997 | Potchefstroom |

Indoor
| Onderdeel   | Prestatie | Datum        | Plaats |
| ----------- | --------- | ------------ | ------ |
| kogelstoten | 18,90 m   | 7 maart 1997 | Parijs |

## Belangrijkste prestaties (discus)

### Kampioenschappen
| Jaar | Wedstrijd            | Plaats | Afstand (meter) |
| ---- | -------------------- | ------ | --------------- |
| 1994 | EK                   | 17     | 56,38           |
| 1995 | WK                   | 19     | 59,20           |
| 1996 | OS                   | 5      | 65,30           |
| 1997 | WK                   | 2      | 66,70           |
| 1998 | EK                   | 3      | 66,46           |
| 1999 | WK                   | 4      | 67,53           |
| 2000 | OS                   | 1      | 69,30           |
| 2001 | WK                   | 2      | 69,40           |
| 2002 | EK                   | 2      | 66,62           |
| 2003 | WK                   | 1      | 69,69           |
| 2003 | Wereldatletiekfinale | 1      | 68,30           |
| 2004 | OS                   | 1      | 69,89 (ex-OR)   |
| 2004 | Wereldatletiekfinale | 4      | 63,64           |
| 2005 | WK                   | 1      | 70,17           |
| 2005 | Wereldatletiekfinale | 1      | 67,64           |
| 2006 | EK                   | 1      | 68,67           |
| 2006 | Wereldatletiekfinale | 1      | 68,63           |
| 2007 | WK                   | 4      | 65,24           |
| 2008 | OS                   | 3      | 67,79           |
| 2009 | WK                   | 4      | 66,36           |
| 2009 | Wereldatletiekfinale | 1      | 67,63           |
| 2010 | EK                   | 5      | 64,64           |
| 2011 | WK                   | 6      | 64,09           |
| 2012 | OS                   | 4      | 67,38           |
| 2013 | WK                   | 16     | 61,91           |
| 2014 | EK                   | 21     | 59,35           |

### Golden League-overwinningen
| Jaar | Wedstrijd             | Afstand (meter) |
| ---- | --------------------- | --------------- |
| 1998 | ISTAF                 | 67,84           |
| 2000 | Weltklasse Zürich     | 71,12           |
| 2000 | Memorial Van Damme    | 68,06           |
| 2001 | Weltklasse Zürich     | 69,95           |
| 2004 | Golden Gala           | 68,42           |
| 2004 | Meeting Gaz de France | 70,21           |
| 2004 | Memorial Van Damme    | 69,03           |
| 2004 | ISTAF                 | 68,12           |
| 2005 | Weltklasse Zürich     | 68,00           |
| 2006 | Bislett Games         | 68,39 m         |
| 2006 | Weltklasse Zürich     | 68,51           |
| 2007 | Bislett Games         | 70,51           |

### Diamond League-overwinningen
| Jaar | Wedstrijd               | Afstand (meter) |
| ---- | ----------------------- | --------------- |
| 2011 | Eindzege Diamond League | nvt             |
| 2011 | DN Galan                | 65,05           |
| 2011 | London Grand Prix       | 66,71           |

## Onderscheidingen
- Europees atleet van het jaar - 2005

1896: Bob Garrett ·
1900: Rudolf Bauer ·
1904: Martin Sheridan ·
1906: Martin Sheridan ·
1908: Martin Sheridan ·
1912: Armas Taipale ·
1920: Elmer Niklander ·
1924: Bud Houser ·
1928: Bud Houser ·
1932: John Anderson ·
1936: Ken Carpenter ·
1948: Adolfo Consolini ·
1952: Sim Iness ·
1956: Al Oerter ·
1960: Al Oerter ·
1964: Al Oerter ·
1968: Al Oerter ·
1972: Ludvík Daněk ·
1976: Mac Wilkins ·
1980: Viktor Rasjtsjoepkin ·
1984: Rolf Danneberg ·
1988: Jürgen Schult ·
1992: Romas Ubartas ·
1996: Lars Riedel ·
2000: Virgilijus Alekna ·
2004: Virgilijus Alekna ·
2008: Gerd Kanter ·
2012: Robert Harting ·
2016: Christoph Harting ·
2020: Daniel Ståhl ·
2024: Rojé Stona
1983: Imrich Bugár ·
1987: Jürgen Schult ·
1991: Lars Riedel ·
1993: Lars Riedel ·
1995: Lars Riedel ·
1997: Lars Riedel ·
1999: Anthony Washington ·
2001: Lars Riedel ·
2003: Virgilijus Alekna ·
2005: Virgilijus Alekna ·
2007: Gerd Kanter ·
2009: Robert Harting ·
2011: Robert Harting ·
2013: Robert Harting ·
2015: Piotr Małachowski ·
2017: Andrius Gudžius ·
2019: Daniel Ståhl ·
2022: Kristjan Čeh ·
2023: Daniel Ståhl
- World Athletics: 14211253
- Virtual International Authority File: 963154260374124480009